# Дзюба, Константин Юрьевич
Константин Юрьевич Дзюба (25 августа 1983, Смоленск) — российский футболист, полузащитник.

## Биография
В 2000 году играл за смоленский «Кристалл-2» в первенстве КФК. Затем выступал за клубы второго дивизиона «Оазис» Ярцево (2001), «Спартак» Щёлково (2002), «Титан» Москва (2004), «Рубин-2» Казань (2005—2006), «Ротор» Волгоград (2007). В 2007 провёл 15 матчей, забил три гола в чемпионате Латвии за ФК «Юрмала».
На юношеском чемпионате Европы 2000 года в Израиле провёл два матча.
В 2004 году закончил Смоленскую государственную академию физической культуры, спорта и туризма. Окончил магистратуру университета Бэрри (США) по специальности спортивный менеджмент, стажировался в клубе НФЛ «Майами Долфинс». В 2012 году на общественных началах работал советником по коммерческим вопросам в «Рубине». Летом 2015 по приглашению Курбана Бердыева попал в ФК «Ростов», где в конце года получил должность исполнительного директора. В феврале 2018 года по собственному желанию покинул ФК «Ростов». В 2018 году был назначен на пост исполнительного директора ФК «Рубин», заменив на этой должности Александра Айбатова.